# 5210 Saint-Saëns
5210 Saint-Saëns là một tiểu hành tinh vành đai chính với chu kỳ quỹ đạo là 1391.3461285 ngày (3.81 năm).
Nó được phát hiện ngày 7 tháng 3 năm 1989.